# Promachus breviusculus
Promachus breviusculus är en tvåvingeart som beskrevs av Walker 1855. Promachus breviusculus ingår i släktet Promachus och familjen rovflugor. Inga underarter finns listade i Catalogue of Life.